# Elenco de Camaleones
Camaleones (no Brasil, Camaleões) é uma telenovela mexicana produzida pela Televisa e exibida pelo Canal de las Estrellas entre 27 de julho de 2009 e 29 de janeiro de 2010, totalizando 135 capítulos. Escrita por Gustavo Barrios e Diana Segovia, foi produzida executivamente por Rosy Ocampo com a colaboração de Eduardo Said e José Ángel García.
Belinda e Alfonso Herrera interpretaram as personagens principais Valentina e Sebastião, respectivamente, numa trama que narra os acontecimentos de uma escola e roubos misteriosos mandados por um líder secreto. Edith González, Guillermo García Cantú, Manuel Ibáñez, Sherlyn González, Pee Wee, Grettell Valdez, Roberto Blandón, Ana Bertha Espín, José Elías Moreno, José Luis Reséndez, Mariana Ávila e Karla Álvarez desempenharam os demais papeis principais da história.

## Elenco
| Intérprete             | Personagem                                                                   | Dublador(a) brasileiro(a) |
| ---------------------- | ---------------------------------------------------------------------------- | ------------------------- |
| Belinda                | Valentina Izaguirre / Valentina Jaguaribe / Valentina Izaguirre de Jaguaribe | Carol Crespo              |
| Alfonso Herrera        | Sebastião Jaguaribe                                                          | Marcos Souza              |
| Manuel Ibáñez          | Leônidas "Léo" / Horácio "O Amo, O Camaleão" Garcia Montanho                 | Luiz Carlos Persy         |
| Edith González         | Francisca Campos de Ponce de León                                            | Priscila Amorim           |
| Guillermo García Cantú | Augusto Ponce de León                                                        | Eduardo Borgerth          |
| Sherlyn                | Solange "Sol" Ponce de León Campos                                           | Teline Carvalho           |
| Pee Wee                | Ulisses Morán Ramires                                                        | Charles Emmanuel          |
| Ana Bertha Espín       | Guadalupe "Lupe" Ramires de Morán                                            | Mariangela Cantú          |
| José Elías Moreno      | Armando Jaguaribe / Padre Armando Galindo Gomes                              | Márcio Simões             |
| Grettell Valdéz        | Silvana Sanz Arroyo                                                          | Mônica Magnani            |
| Luis Manuel Ávila      | Eusébio Cândido Portinho "Potrinho" Gomes                                    | Marcelo Garcia            |
| Roberto Ballesteros    | Ricardo Calderón                                                             | Maurício Berger           |
| José Luis Reséndez     | Pedro Ricalde / Pedro Canto                                                  | Thiago Fagundes           |
| Karla Álvarez          | Ágata "A Gata" Mendes                                                        | Izabella Bicalho          |
| Mariana Ávila          | Carmen Castilho                                                              | Mariana Torres            |
| Marisol Santacruz      | Madalena Orozco                                                              | Maíra Góes                |
| Roberto Blandón        | Xavier Saavedra Lamas                                                        | Ronaldo Júlio             |
| Ferdinando Valencia    | Patrício "Pato" Calderón Reyes                                               | Peterson Adriano          |
| Michelle Renaud        | Bettina Montenegro Álvares                                                   | Hannah Buttel             |
| Mariluz Bermúdez       | Lorena González                                                              | Adriana Torres            |
| Paul Stanley           | Ronaldo Rincón Ahumada                                                       | Rodrigo Antas             |
| Tayde Rodríguez        | Cristina Hernández Campos                                                    | Luisa Palomanes           |
| Renée Varsi            | Norma Costa de Pintos                                                        | Carla Pompilio            |
| Jessica Salazar        | Catarina Carrasco de Saavedra                                                | Guilene Conte             |
| Rosángela Balbó        | Marcela de Castilho                                                          | Marly Ribeiro             |
| Queta Lavat            | Graziela                                                                     | Maria Helena Pader        |
| Lucero Lander          | Florência de Santoscoy                                                       | Rita Lopes                |
| Arsenio Campos         | Pai de Rosa                                                                  | Paulo Bernardo            |
| Amairani               | Mãe de Ronaldo                                                               | Élida L'Astorina          |